# Benchmark (financieel)
Een benchmark wordt in het vermogensbeheer gebruikt om de prestaties van een vermogensbeheerder af te meten aan een bepaalde objectieve maatstaf. 

## Benchmark keuze
De keuze voor een benchmark maakt onderdeel uit van het beleggingsmandaat: de verzameling van afspraken omtrent de wijze waarop een beheerder het vermogen zal beleggen.
Als benchmark wordt in veel gevallen een (bekende) aandelenindex gehanteerd, bijvoorbeeld de MSCI World als het gaat om mandaten die wereldwijd in aandelen beleggen of de Standard & Poor's 500 Index als het uitsluitend om Amerikaanse beleggingen gaat. Overigens zijn er buiten deze indices legio andere in omloop, die meer op het professionele circuit zijn toegesneden. Verder kunnen verschillende indices worden gecombineerd tot een samengestelde benchmark (Engels: customized benchmark) om een juiste afspiegeling te vormen van het beleggingsmandaat. Dit laatste kan het geval zijn wanneer in een mandaat in aandelen en obligaties wordt belegd.
De gekozen benchmark moet allereerst relevant zijn, er moet een grote overeenkomst bestaan tussen de index en het beleggingsmandaat. Verder moet een benchmark betrouwbaar zijn, het moet op een consistente en correcte wijze worden berekend, transparant, de samenstelling en berekeningswijze moet controleerbaar zijn en tot slot onafhankelijk, de vermogensbeheerder kan geen invloed uitoefenen op de uitkomsten van de benchmark.

## Vergelijk mandaat en benchmark
De resultaten van een vermogensbeheerder worden gerelateerd aan die van de benchmark. In het geval de benchmark een negatief rendement van 6% heeft behaald, en de vermogensbeheerder een negatief rendement van 5,5%, dan heeft de beheerder een outperformance behaald en zijn werk goed gedaan. Bij een negatief relatief resultaat is er sprake van underperformance.

### Kosten
Een vermogensbeheerder maakt kosten om een mandaat te beheren. Voorbeelden zijn transactiekosten en kosten van onderzoek welke beleggingen te kopen of te verkopen. Verder kunnen dividendbelastingen de opbrengsten reduceren. Bij actief beheer liggen de kosten hoger dan bij passief beheer. Een index heeft geen kosten, het is slechts een papieren portefeuille met een aantal regels die er aan ten grondslag liggen. Bij het vergelijk van de daadwerkelijke resultaten van een mandaat en de benchmark is de vermogensbeheerder in het nadeel vanwege dit kostenverschil. Vermogensbeheerders laten vaak een voor kosten gecorrigeerd resultaat zien (Engels: Gross of fees), hierbij worden de kosten weer bij het resultaat geteld om de vergelijking met de benchmark zinvoller te maken. Een andere oplossing is niet te kiezen voor een index als benchmark, maar voor een exchange-traded fund, of indextracker, die deze index representeert. De vergelijking is zuiverder omdat een indextracker op een beurs te verhandelen is en een index niet.

### Risico’s
Bij de beoordeling van de kwaliteit van het werk van een vermogensbeheerder gaat het niet alleen om de vraag of hij het benchmark verslagen heeft. Verschillen tussen de samenstelling van de benchmark en de samenstelling van de beleggingsportefeuille en daarmee het beleggingsrisico zijn ook van belang. Sommige vermogensbeheerders zijn erin gespecialiseerd om de door hen beheerde portefeuilles (nagenoeg) een afspiegeling van de benchmark te laten zijn. Dit staat bekend als "passief beheer", hoewel er vrijwel constant werk nodig is om afwijkingen te voorkomen of te herstellen. Deze passieve fondsen staan bekend als exchange-traded funds (ETF). Andere vermogensbeheerders trachten door het welbewust hanteren van afwijkingen tussen benchmark en portefeuille een outperformance te realiseren. Dit staat bekend als "actief beheer". Over de keuze van de beleggingsstijl worden in het beleggingsmandaat afspraken gemaakt tussen opdrachtgever en beheerder. De meest gehanteerde maatstaven voor de beoordeling van het correct hanteren van de beleggingsstijl is de active share en tracking error.